# ソライロボウシエメラルドハチドリ
ソライロボウシエメラルドハチドリ(学名 : Amazilia cyanocephala) は、アマツバメ目ハチドリ科に分類される鳥。

## 分布
中央アメリカのベリーズ、エルサルバドル、グアテマラ、ホンジュラス、メキシコ、ニカラグア

## 生態
亜熱帯あるいは熱帯の湿潤な森林の山地に生息する。